# Парламентские выборы в Пакистане (1997)
Всеобщие выборы в Пакистане прошли 3 февраля 1997 года. На них избиралось 217 депутатов Национальной ассамблеи и четыре провинциальные ассамблеи. Предвыборная кампания проходила в ожесточённой борьбе между премьер-министром Беназир Бхутто и консервативным лидером ПМЛ (Н) Навазом Шарифом. Шариф получил преимущество вследствие убийства брата Беназир и популистского политика Муртазы Бхутто и ухудшающейся экономической ситуации в Пакистане. В результате выборов победу с огромным преимуществом одержала Пакистанская мусульманская лига (Н), получившая наивысшее в истории страны количество мест, когда-либо занимаемых одной партией. Наваз Шариф стал 12-м премьер-министром Пакистана.
Выборы проходили после предыдущего смещения правительства Беназир Бхутто президентом Фаруком Легари на основании вопросов национальной безопасности. Правительство пострадало из-за финансовых просчётов, коррупционного скандала с Бхутто, межрасовых волнений в её провинции Синд, проблем с Верховным судом, серьёзных нарушений Конституции и лидерами ПНП, включая Муртазу Бхутто, которые хотели прекратить вмешательство Асифа Али Зардари в дела правительства.
После убедительной победы, одержанной ПМЛ (Н), Наваз Шариф был приведён к присяге как премьер-министр 17 февраля 1997 года. Явка составила 36,0 %.

## Предвыборная обстановка
На выборах 1993 года ПНП получила наибольшее число депутатских мест и Беназир Бхутто стала премьер-министром Пакистана, возглавив коалиционное правительство. Однако 5 ноября 1996 года президента страны Фарук Легари, бывший союзник Бхутто, распустил правительство за коррупцию и злоупотребление властью. Обвинения включали финансовые нарушения, неспособность остановить полицейские убийства, разрушение независимости судов и конституционные нарушения. Ряд членов партии были задержаны, включая мужа Бхутто Асифа Али Зардари, который был обвинён во взяточничестве за улаживание официальных дел.
Бывший спикер парламента член ПНП Мерадж Халид был назначен временным премьер-министром. Национальная ассамблея и провинциальные ассамблеи были распущены и новые выборы были назначены на 3 февраля 1997 года. Бхутто отрицала обвинения против неё и апеллировала к Верховному суду. Однако суд постановил в январе, что было достаточно доказательств и её отставка была юридически обоснованной.

## Предвыборная кампания
Ожидалось, что около 90 политикам, включая Бхутто и Шарифа, будет запрещено участвовать в выборах в связи с борьбой с коррупцией, развёрнутой временным правительством, но к декабрю 1996 года правительство было вынуждено признать, что оно не нашло достаточно оснований, чтобы действовать против ведущих политиков. В результате выборы вновь стали соперничеством между ПНП и ПМЛ (Н).
Около 6 тыс. кандидатов участвовали в выборах, из них 1758 выдвигались в Национальную ассамблею и 4426 — в четыре провинциальные. Основными проблемами, обсуждавшимися во время предвыборной кампании были коррупция, экономика, этнические и религиозные конфликты и растущий терроризм.  Ожидания, что новая антикоррупционная партия Движение за справедливость, основанная известным игроком в крикет Имраном Ханом, может бросить вызов основным партиям не оправдались. Опросы в основном предсказывали победу ПМЛ (Н), которую поддерживала армия. По опросам ПМЛ (Н) опережала ПНП на 20-40 %.

## Результаты
| Партия                                      | Голоса     | %    | Места | +/-   |
| ------------------------------------------- | ---------- | ---- | ----- | ----- |
| Пакистанская мусульманская лига (Н)         | 8 751 793  | 45,9 | 137   | +64   |
| Пакистанская народная партия                | 4 152 209  | 21,8 | 18    | -71   |
| Движение Муттахида Кауми                    | 764 207    | 4,0  | 12    | новая |
| Пакистанская мусульманская лига (J)         | 624 286    | 3,3  | 0     | -6    |
| Национальная партия Авами                   | 357 002    | 1,9  | 10    | +7    |
| Пакистанская народная партия (Шахид Бхутто) | 377 228    | 2,0  | 1     | новая |
| Пакистанская мусульманская лига (F)         | 325 910    | 1,7  | 2     | новая |
| Техрик-е-Инсаф                              | 314 820    | 1,7  | 0     | новая |
| Белуджистанская народная партия             | 124 754    | 0,7  | 3     | новая |
| Национальная народная партия (Khar)         | 85 121     | 0,4  | 1     | 0     |
| Белуджистанский национальное движение       | 72 354     | 0,4  | 0     | новая |
| Республиканская национальная партия         | 66 128     | 0,3  | 2     | 0     |
| Muslim Ittehad Pakistan                     | 49 601     | 0,3  | 0     | новая |
| Пакистанская мусульманская лига (S)         | 48 838     | 0,3  | 0     | новая |
| Пакистанская демократическая партия         | 47 153     | 0,2  | 0     | новая |
| Мусульманская лига (Qayyum)                 | 37 723     | 0,2  | 0     | новая |
| Пакистанская партия Авами                   | 31 615     | 0,2  | 0     | новая |
| 30 прочих партий                            | 88 429     | 0,5  | 0     | -     |
| Независимые                                 | 1 482 033  | 7,4  | 21    | +5    |
| Недействительных/пустых бюллетеней          | 448 829    | -    | -     | -     |
| Всего                                       | 19 516 716 | 100  | 207   | 0     |
| Источник: Nohlen et al.                     |            |      |       |       |